# امیکو اوکادا

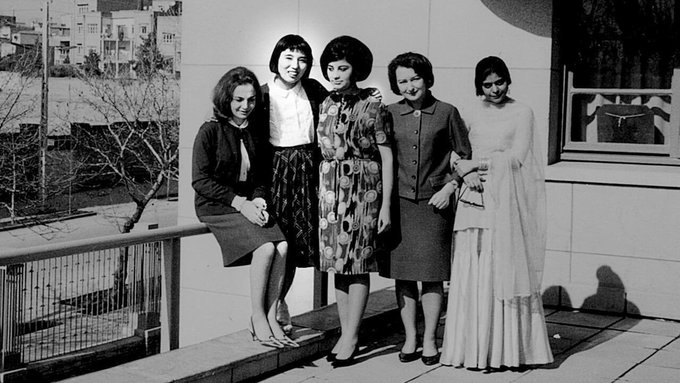
امیکو در دانشگاه تهران

ایمیکو اوکادا (Emiko Okada ، ۲۹ مارس ۱۹۳۲-)متولد توکیو و تحصیل در ایران، استاد ادبیات فارسی و استاد برجسته در دانشگاه مطالعات خارجی توکیو است. همسر وی ناجی اوکادا، هنرمند ادبیات فرانسوی قرن ۱۸ بود. امیکو اوکادا، ایران‌شناس، اسلام‌شناس، مترجم و پژوهشگر برجسته زبان و ادبیات فارسی در ژاپن است که به عنوان نخستین فرد ژاپنی در سال ۱۳۴۶ درجه دکتری زبان و ادبیات فارسی را از دانشگاه تهران دریافت کرد.

## زندگی‌نامه
خانم اوکادا (۸۷ ساله) یک کارشناس ادبیات فارسی و استاد بازنشسته دانشگاه مطالعات خارجی توکیو و دانشگاه چوئو است. در حال حاضر او رئیس انجمن فرهنگی ایران و ژاپن است. استاد اوکادا به عنوان یکی از پیشگامان مطالعه و آموزش زبان و ادبیات فارسی در ژاپن شناخته می‌شود
ایشان در سال ۱۳۴۶ خورشیدی نخستین فرد ژاپنی بودند که موفق به دریافت درجه دکتری زبان و ادبیات فارسی از دانشگاه تهران شدند. اوکادا سابقه تدریس زبان و ادبیات ژاپنی در دانشگاه‌های ژاپن و تألیف و ترجمه آثار متعددی را در کارنامه خود دارند. برخی از آثار شاخص ایشان به شرح زیر است:
1. ترجمه خسرو و شیرین نظامی(۱۹۷۷)
2. ترجمه ویس و رامین فخرالدین اسعد گرگانی (۱۹۸۰)
3. ترجمه لیلی و مجنون نظامی (۱۹۸۱)
4. روح ایرانی (۱۹۸۲) (برنده جایزه باشگاه نویسندگان ژاپن)
5. ترجمه شاهنامه فردوسی (۱۹۹۹)
6. ترجمه رباعیات خیام (۲۰۰۴)
7. زبان‌ها و فرهنگ‌های جهان اسلام (۲۰۰۸)
8. تألیف چندین فرهنگ دوزبانه ژاپنی به فارسی و فارسی به ژاپنی
9. تألیف کتب آموزشی متعدد برای تدریس زبان فارسی در ژاپن

## کتاب و پژوهش‌های ایشان
- "واژگان اساسی فارسی فارسی → ژاپنی" Tairyusha، انجمن ایران ژاپن، ۱۹۷۶
- "واژگان اساسی ژاپنی فارسی" Tairyu، ۱۹۷۷ (نسخه جدید ۱۹۹۳)
- " فارسی آسان/ مکالمه" طایوروشا، ۱۹۷۸
- کتابهای "قلب ایرانی" NHK، انجمن انتشارات انتشارات ژاپن، ۱۹۸۱
- "اسطوره فارسی، نبرد نور و تاریکی" Chikuma Shobo، ۱۹۸۲
- "ایرانی‌های همسایه" هایبونشا، ۱۹۹۸
- "نسخه CD کلمه اساسی فارسی ۲۰۰۰" کنکن، 2007 ISBN 978-4-87615-546-0
- "چگونه نوشتن و هجی کردن متن فارسی" Tairyusha، ۱۹۷۷
- "دو نفر رومانیایی سفر می‌کنند" Naoji Okada Chikuma Shobo، ۱۹۸۴
- "مکالمه جمع و جور فارسی" I. دانشگاه مروارید سنجر شورون، ۱۹۸۷
- "۶۵ فصل برای شناخت ایران" Keiichi Kitahara / Juri Suzuki Suzuki Akashi Shoten، ۲۰۰۴
- "کلمات و فرهنگ جهان اسلام" ویرایش شده توسط Tsugitaka Sato، سیبوندو، ۲۰۰۸

### آثار ترجمه اوکادا از فارسی به ژاپنی
وی تألیفات و آثار متعددی از جمله ترجمه خسرو و شیرین نظامی(۱۹۷۷)، ترجمه ویس و رامین فخرالدین اسعد گرگانی (۱۹۸۰)، ترجمه لیلی و مجنون نظامی (۱۹۸۱)، روح ایرانی (۱۹۸۲) (برنده جایزه باشگاه نویسندگان ژاپن)، ترجمه شاهنامه فردوسی (۱۹۹۹)، ترجمه رباعیات خیام (۲۰۰۴)، زبان‌ها و فرهنگ‌های جهان اسلام (۲۰۰۸)، تألیف چندین فرهنگ دوزبانه ژاپنی به فارسی و فارسی به ژاپنی، تألیف کتب آموزشی متعدد برای تدریس زبان فارسی در ژاپن و … را در کارنامه خود دارد.
- نظامی " خسرو و شیرین " Heibonsha Toyo Bunko، ۱۹۷۷، نسخه گسترده ۲۰۰۶
- نظامی " لیلی و مجنون " Heibonsha Toyo Bunko، ۱۹۸۱، نسخه گسترده ۲۰۰۶
- FA Gurghani، داستان عشق بین ویس و رامین Rameen Persian, Heibonsha، ۱۹۹۰
- دانشگاه "Folktales فارسی" شورین، ۱۹۹۴
- "مجله عامیانه فارسی" Shusuke Okunishi با ترجمه، Heibonsha Toyo Bunko، ۱۹۹۹، نسخه گسترده ۲۰۰۹
- فردوسی " شاهنامه افسانه فارسی باستان و افسانه‌ها،" Iwanami Bunko، ۱۹۹۹
- "اسطوره‌های غرب آسیاً ویرایش شده توسط ناجی اوکادا، صنوبر، ۲۰۰۰
- "چهار داستان فارسی" هایبونشا، ۲۰۰۴
- خیام " رباعیات خیام " کتابخانه هایبوناشا، ۲۰۰۵
- جیمی "یوسف و زورایها" Heibonsha Toyo Bunko، ۲۰۱۲